# Труфанов, Сергей Михайлович
Серге́й Миха́йлович Труфа́нов (в монашестве Илиодо́р; 7 [19] октября 1880, Область Войска Донского, Российская империя — 28 января 1952, Нью-Йорк, США) — русский иеромонах-черносотенец, протеже Григория Распутина и автор записок о нём; согласно ряду оценок — авантюрист.

## Биография

### Ранние годы
Родился 7 (19) октября 1880 года на хуторе Большом (ныне станица Большовская), станицы Мариинской Первого Донского округа Области Войска Донского в семье псаломщика местного храма. Семья была достаточно образованной: Труфановы выписывали журналы, в доме была богатая библиотека.

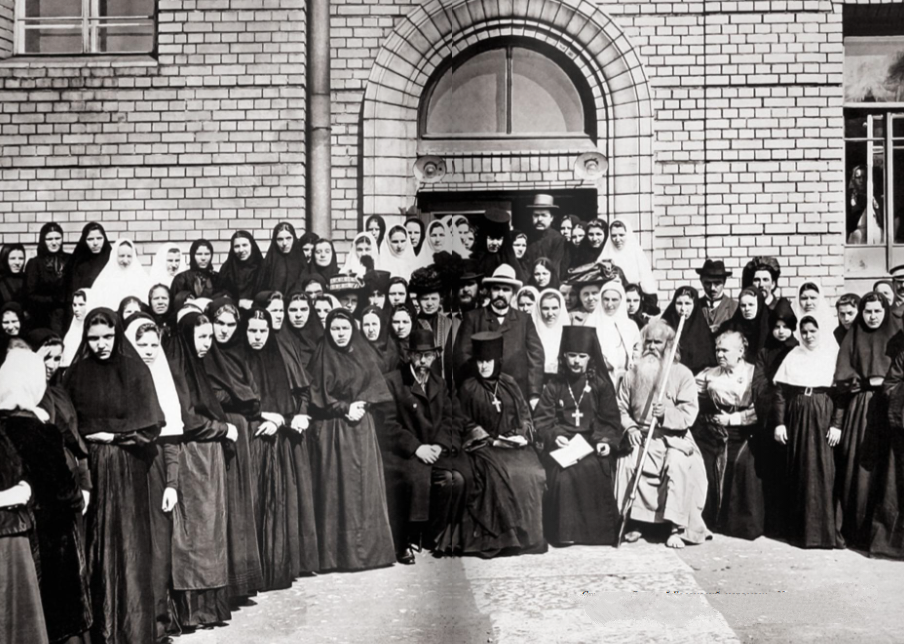
Неизвестный фотограф. Странник Василий Босоногий, иеромонах Илиодор с сёстрами и прихожанами Иоанновского монастыря в Санкт-Петербурге, 15 мая 1911

В 10 лет Сергей поступил в Новочеркасское духовное училище; во время учёбы он проживал у дяди и тёти. Затем учился в Новочеркасской духовной семинарии, которую окончил в 1900 году. Обучение продолжил в Санкт-Петербургской духовной академии. Как он писал позднее: «Моя единственная цель при этом состояла в том, чтобы заполнить время до достижения законного возраста для поступления в монастырь». На третьем курсе, 29 ноября 1903 года, состоялось его пострижение в монашество с наречением имени Илиодор ректором академии архиепископом Сергием (Страгородским). Вскоре после этого познакомился с Григорием Распутиным. Илиодор был также близко знаком с двумя другими «мистическими друзьями» императорской семьи — Митей Козельским и Васей-босоножкой. На целом ряде фотографий (в том числе и на сделанной известным фотографом Карлом Буллой) он изображён сидящим рядом с ним. В своих воспоминаниях Сергей Труфанов писал, что может написать целую книгу об этих двух персонажах.

### Монашество

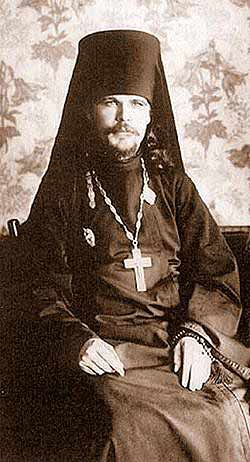

По окончании академии он был направлен преподавателем в Ярославскую духовную семинарию, где у него сложились хорошие отношения с известным своими правыми убеждениями губернатором А. П. Роговичем.
Увлечение черносотенными идеями привело к конфликту и его решили перевести в Новгородскую семинарию, но он отказался ехать в Новгород и попросился в Почаевскую лавру. Здесь он продолжил активно участвовать в деятельности «Союза русского народа», а также в черносотенной печати — «Почаевском листке», «Вече» и др. Устраивал митинги, на которые сходились значительные толпы народа; вёл крайне резкую агитацию против евреев и инородцев вообще, против интеллигенции, с постоянными призывами к погромам; постоянно нападал на высших должностных лиц на государственной и на церковной службе. Прибегая к демагогическим приёмам, говорил об интересах страдающего крестьянства, Илиодор приобрёл значительную популярность у населения (в основном крестьянского).
В 1907 году, занимавшему Волынскую кафедру архиепископу Антонию (Храповицкому), из Петербурга был переслан № 17 «Почаевских известий», вышедший под редакцией Илиодора под общим заголовком «Люди, освобождайтесь от жидов»: обер-прокурор Святейшего Синода П. П. Извольский указывал: «Верю, что осудите слова и выражения, каким не место в этом издании». Святейший синод запретил Илиодору литературную деятельность, но, пользуясь покровительством различных влиятельных лиц, он не подчинился этому запрету и остался безнаказанным.
Типичным примером проповеди Илиодора стала неоднократно изданная Почаевской лаврой брошюра «Видение монаха». Главный герой повествования, монах видит в мире людей разделённых на два лагеря (подобно евангельской притче об «овцах» и «козлищах»): справа стоит чёрная сотня, слева — красная. Правые — в основном, народ; но есть и бедно одетые священники, монахи и несколько господ. Слева — студенты, фабричные рабочие и, «особенно выделялись жиды», а также богато одетые священники. По сюжету большинство левых убивает молния и только покаявшихся прощает спасённый народом государь. Конец видения: смерть монаха, от лица которого шло повествование; его погребают дикие звери, оставляя послание — «могилы моей не ищите». Фактически в лавре издавалась литература, откровенно направленная против высшей церковной иерархии.

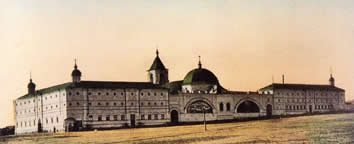
Основанный Илиодором Свято-Духов монастырь

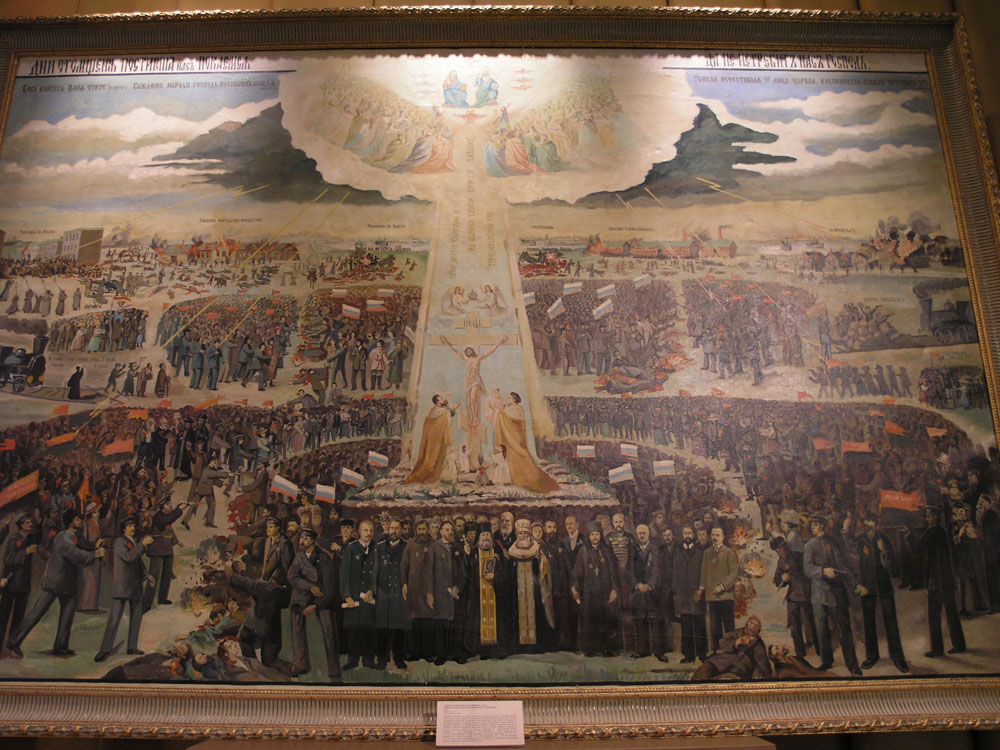
Картина «Дни отмщения постигоша нас... покаемся да не истребит нас Господь», 1905—1907 год, предположительно авторство Майков, Аполлон Аполлонович (его изображение присутствует на картине). Государственный музей истории религии. На картине, по-видимому, рукой автора надписано: «Ныне по примеру ангелов защищают Царскую власть от бесов главные учредители Союза Русского Народа: 1 — игумен Арсений; 2 — протоиерей Иоанн; 3 — А. Дубровин; 4 — И. Баранов; 5 — В. Пуришкевич; 6 — Н. Ознобишин; 7 — В. Грингмут; 8 — князь Щербатов; 9 — П. Булацель; 10 — Р. Трегубов; 11 — Н. Жеденов; 12 — Н. Большаков; 13 — о. Илиодор. В священных книгах сказано, что когда люди уклонялись в идолопоклонство, Бог истреблял их».

С помощью Распутина Илиодор нашёл покровителей в государственных сферах, но тут же начал сам бороться с влиянием Распутина. В 1908 году он, однако, был переведён в Саратовскую епархию — в Царицын, где получил ничтожный по значению приход. Здесь деятельность его, под покровительством саратовского епископа Гермогена, развернулась ещё шире. С 1 марта 1908 года он стал заведовать в Царицыне архиерейским подворьем, который вскоре превратился в мужской Свято-Духов монастырь. Проповеди Илиодора постепенно привлекли толпы богомольцев, которые бесплатно трудились на обитель. Во дворе монастыря были сделаны подземные катакомбы, связанные подземными ходами с храмом и другими зданиями. Подземелья обкладывались кирпичом, перекрывались сводами. Планы их держались в секрете. Создавался монастырь-крепость с идеей «осаждённой крепости», противостоящей «погибающему миру».
Илиодор резко нападал на местную администрацию, в частности, на саратовского губернатора графа Татищева, которого призывал «выпороть на царской конюшне». Занимался исцелением больных и изгнанием бесов из кликуш и различных припадочных, что создавало ему ореол святого и чудотворца. Когда в 1909 году Синод запретил Илиодора к служению, тот назвал распоряжение Синода «безблагодатным и беззаконным» и продолжал служить. Синод постановил перевести Илиодора в Минск, но Илиодор не поехал и через Распутина добился встречи с императрицей Александрой Фёдоровной и отмены постановления.
В ноябре 1909 года Илиодор организовал в Царицыне торжественный прием для Распутина, затем совершил вместе с ним путешествие на его родину — в село Покровское Тобольской губернии. Во время пребывания в доме Распутина получил от него некоторые письма от членов императорской семьи, которые впоследствии опубликовал.
Илиодор ругал мусульман и лютеран, интеллигентов и купцов, журналистов и драматургов, при этом употреблял, прикрываясь юродством, ненормативную лексику, например, в телеграмме к московской городской думе по поводу её решения о покупке (для создания музея писателя) дома Л. Н. Толстого, которого клеймил как «великого духовного разбойника и богохульника» и «яснополянского беса».
В 1910 году Илиодор за оскорбление полиции был приговорён судом к месячному аресту, но это постановление в исполнение не было приведено. В январе 1911 года состоялось постановление Синода о переводе Илиодора в один из монастырей Тульской епархии. После двухдневного шумного протеста Илиодор подчинился постановлению Синода и выехал из Царицына, оставив около 500 000 руб. долга, сделанного им для постройки нового храма и других монастырских нужд. Через месяц Илиодор бежал из новосильского монастыря, вернулся в Царицын и возобновил свою деятельность. Убийство премьер-министра П. А. Столыпина в сентябре 1911 года Илиодор воспринял положительно. Он писал: «Я не знаю, искренно плакала Россия или притворно, но только случилось так, как всегда бывает в таких случаях. Сначала отслужили панихиду о Столыпине близкие ему лица, а потом за ними, как скоты, потянулись все православные русские люди».
С 9 по 27 июля 1911 года он организовал многолюдное паломничество своих приверженцев из Царицына в Свято-Успенскую Саровскую пустынь, маршрут которого проходил по нескольким поволжским городам. Денежная помощь Илиодору в организации паломничества (в размере трёх тысяч рублей) была оказана через Распутина по его же просьбе лично императрицей. Это путешествие сопровождалось многими случаями хулиганства со стороны паломников.
По заявлению самого Илиодора, посетившего два раза Казань, основной причиной предпринятых им в 1911 году частых поездок по России являлись поиски похищенной (за 7 лет до этого) чудотворной Казанской иконы Божией Матери. На пути следования паломников Илиодором неоднократно делались громкие политические заявления, возникали конфликтные ситуации, что привлекало к «илиодоровцам» пристальное внимание прессы.

### Конфликт с Распутиным и извержение из сана

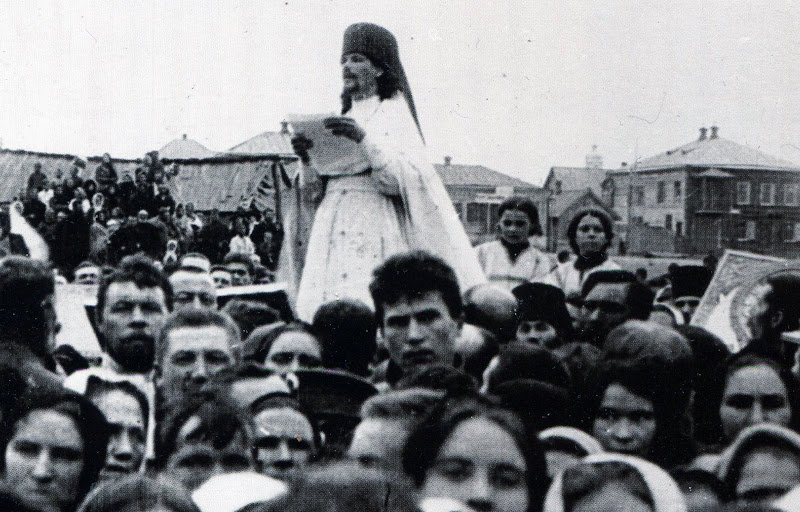
Илиодор читает народу благодарственную телеграмму Николаю II

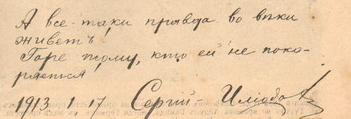
Автограф 17 января 1913 года

На квартире епископа Гермогена (Долганёва) 16 декабря Илиодор, юродивый Митя Козельский, писатель Иван Родионов и другие потребовали от Распутина порвать связи с царской семьёй и покаяться в грехах. Этот выпад стоил Илиодору поддержки Распутина. В своём противостоянии с Синодом Илиодор остался без поддержки высокопоставленных столичных кругов.
В январе 1912 года было приведено в исполнение постановление Синода о заточении Илиодора во Флорищеву пустынь Владимирской епархии. Некоторое время посопротивлявшись, он был вынужден отправиться в ссылку под жандармским конвоем. Из пустыни он осыпал императора и Синод разоблачительными письмами, раздавал интервью газетчикам. 8 мая Илиодор подал в Синод прошение о снятии сана, а в послании к почитателям заявлял, что раскаивается в своей деятельности, просит прощения у евреев, отрекается от веры в православную церковь. После полугода «увещеваний» решением Святейшего синода в декабре 1912 года был расстрижен и освобождён из монастыря.
Полтора года прожил у себя на родине (хутор Большой) под строгим полицейским надзором, где вокруг него стали снова собираться поклонники (община «Новая Галилея»). По утверждению некоторых авторов, был причастен к организации неудавшегося покушения на Распутина, которое осуществила Хиония Гусева. По наущению Распутина арестован 26 января 1914 года и обвинён в «кощунстве, богохульстве, оскорблении его величества и образовании преступного сообщества». Опасаясь уголовного преследования, Илиодор 19 июля 1914 года бежал за границу через Финляндию. Выпустил разоблачительную книгу «Святой чёрт (записки о Распутине)». В июне 1916 года переехал в США.
В 1917 году книга Труфанова «Святой чёрт» о Григории Распутине была издана в России. По утверждению белоэмигрантов-монархистов, проверка содержания книги в Чрезвычайной следственной комиссии показала, что она была наполнена вымыслом: множество телеграмм, приводившихся Труфановым, никогда в действительности посланы не были. Вместе с тем в показаниях Анны Вырубовой, Степана Белецкого, в переписке самой царицы с Распутиным однозначно признаётся наличие реальных писем и попадание их к Илиодору.

### После революции
После Февральской революции 1917 года Труфанов участвовал в левом движении, снялся (камео) в первом фильме о революции в России — «Падение Романовых», а после Октябрьской революции даже предлагал свои услуги большевикам. По личному предложению Дзержинского начал служить в ЧК, где выполнял «самые деликатные поручения».

С 1918 по 1922 год жил в Царицыне, где в апреле 1921 года создал секту «Вечного мира». Тогда же объявил себя «епископом Царицынским и Патриархом всея Южныя России». Активно использовался органами ВЧК-ОГПУ для раскола Царицынской епархии. 

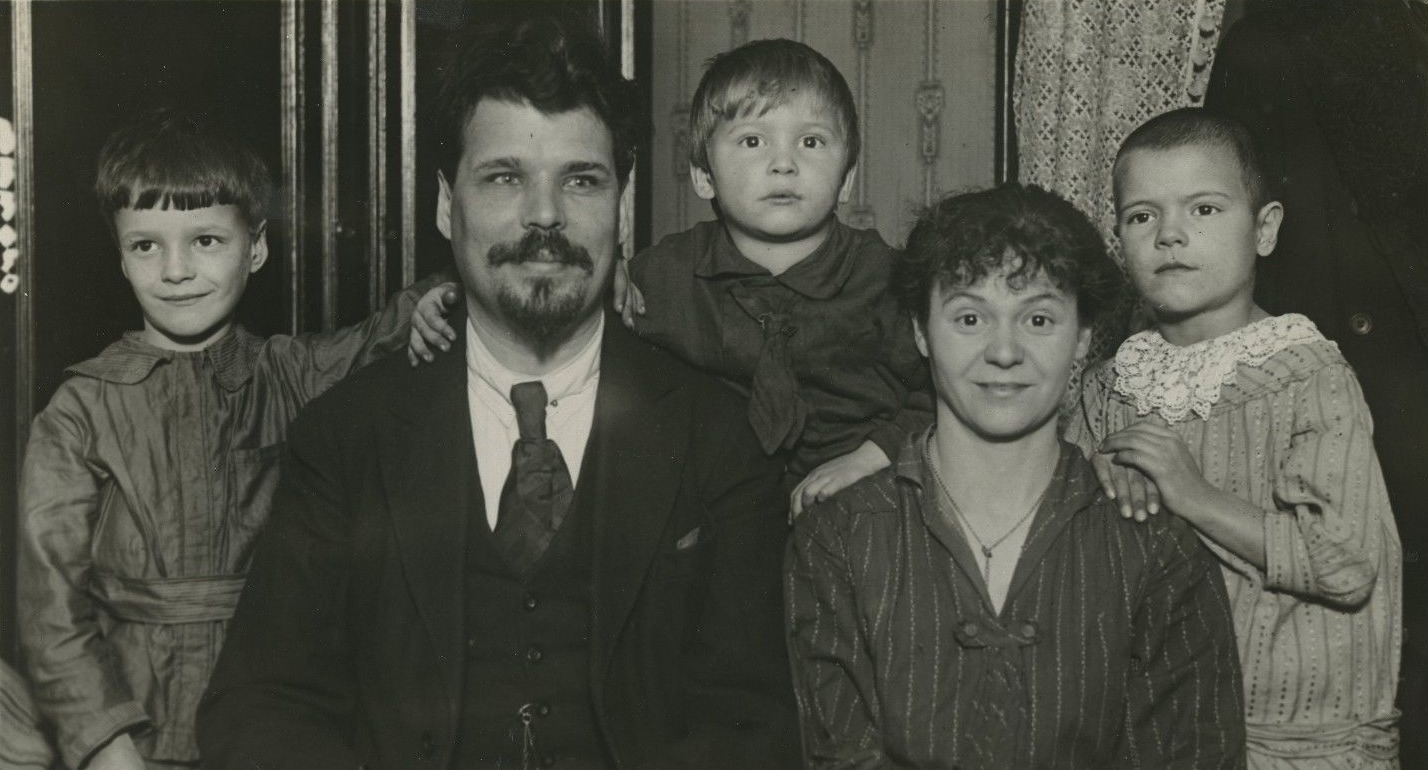
Сергей Труфанов с семьёй, 1922 год

В мае 1922 года эмигрировал в Германию, а затем в США, где публиковал свои записки о Распутине. Работал швейцаром в небольшой гостинице. В конце 1924 года обратился в обновленческий Синод с покаянием и просьбой о принятии в общение. Был принят в общение как мирянин с возможностью последующего восстановления в священном сане.
Известно, что 25 июня 1933 года иеромонах-расстрига выступил в Нью-Йорке в зале, называемом «Просвещение». В газете «Россия» отмечалось, что его доклад был остроумным, он подверг убийственной критике миссию архиепископа Вениамина (Федченкова), поднял русский национальный флаг, провозгласил: «Отечество в опасности!» Тем не менее архиепископ Вениамин добился в 1934 году снятия запрещения с Илиодора и восстановления его в сане иеромонаха, а также назначил секретарём своего епархиального управления, рассказывал всем о его «огромной душевной силе» и предоставил ему возможность защищать московскую патриархию в печати. Но Труфанов не оправдал надежд экзарха, создал собственную Российскую Народную Универсально-Христианскую Церковь, а себя объявил патриархом в изгнании.
Скончался 28 января 1952 года от болезни сердца. Сын его Сергей по ночам работал в отеле «Нью-Йоркер», застрелен в апреле 1942 года неизвестным бандитом в греческом ресторане.